# William Drummond (gouverneur de Caroline)
Pour les articles homonymes, voir Drummond et William Drummond.
William Drummond (1617-1677) fut gouverneur de Caroline au XVIIe siècle au tout début de l'existence de cette colonie anglaise, qui tentait alors de se développer à l'ombre de sa voisine la Virginie et qui consistait essentiellement en deux établissements, la colonie d'Albemarle et la colonie du Cape Fear.
Il a donné son nom au Parc d'État de Dismal Swamp, car il fut le premier à explorer cette zone de marais, et le seul rescapé d'un groupe d'explorateurs qui s'étaient égarés.

## Biographie
William Drummond est arrivé en Virginie en 1637 avec le statut de travailleur engagé, pour le compte du planteur Théodore Moyes, qui le céda à un autre planteur où il subit de mauvais traitements et dut s'enfuir. Il est repris, puni et la durée de son engagement est augmentée, il l'effectue, puis est libéré et entre au service du gouverneur de la colonie William Berkeley.
Ce presbytérien d'origine écossaise entra plus tard à plusieurs reprises en conflit avec William Berkeley qui était par ailleurs l'un des huit Lord propriétaires de Caroline, dans le cadre de la charte de 1663 signée par le roi d'Angleterre.
La Colonie d'Albemarle fut placée sous le pouvoir de plusieurs gouverneurs successifs, Samuel Stephens puis William Drummond et à nouveau Samuel Stephens, le premier mari de Frances Culpeper, en 1667 lorsque William Drummond se vit reprocher son attitude. Dès 1666, sous l'autorité de William Drummond, les habitants de la colonie avaient en effet demandé à bénéficier des mêmes avantages que ceux de la Virginie voisine, sous l'autorité de laquelle ils étaient placés. En 1667, les habitants s'inquiètent de l'arrivée de représentants des Lord Proprietors, dans le cadre de la charte de 1663, qui pourraient être tentés de ne faire du commerce qu'avec l'Angleterre, alors qu'eux sont surtout en liaison avec la Nouvelle-Angleterre, plus proche.
Il fut exécuté dix ans plus tard, en 1677, peu après la révolte de Nathaniel Bacon, dont il était l'un des conseillers et à qui il avait fait miroiter la possibilité d'un soutien des colons de Caroline du Nord à l'insurrection contre William Berkeley.
Confrontée à des persécutions et contrainte à fuir sa maison avec ses enfants, sa veuve Sarah Drummond intentera et gagnera, pour récupérer sa maison, un procès à Frances Culpeper, la veuve de Berlekey, décédé en 1677 très peu de temps après la mort de William Drumond.